# Włodzimierz Olszewski (reżyser)
Włodzimierz Olszewski (ur. 29 stycznia 1936 w Łodzi, zm. 18 lutego 2011 tamże) – polski reżyser filmowy.
Absolwent wydziału mechaniki Politechniki Łódzkiej. Pochowany na części katolickiej Starego Cmentarza przy ul. Ogrodowej. 

## Filmografia
- 1975: Beniamiszek
- 1978: Próba ognia i wody
- 1981: Wierne blizny
- 1984: Przemytnicy
- 1988: Zakole